# 三津浜信用金庫
三津浜信用金庫（みつはましんようきんこ）はかつて2006年まで存在し、愛媛県松山市に本店を置いていた信用金庫である。同じく松山市に本店を置く愛媛信用金庫と合併し、消滅した。

## 概要
合併前時点の理事長は柳原繁夫。統一金融機関コードは1861。店舗は三津浜地域を中心に松山市の北西部に5店舗を置いていた（合併前時点）。2006年10月16日、同じく松山市に本店を置く愛媛信用金庫に合併され、消滅した。三津浜信用金庫の規模では、今後の業容拡大や資金運用商品の取り扱いなど、金融サービスの多様化・高度化に対応が困難となる恐れがあることから、将来を見据えての合併となった。
この合併に伴い、同信金の全5ヶ店のうち、三津浜信金本店（合併後は「愛媛信用金庫三津浜支店」）を含む3店舗（本店の他、住吉・味生の各支店）はそのまま愛媛信金の店舗として引き継がれたが、萱町支店・高岡支店については廃止され、取引は近隣の愛媛信金の店舗へ業務は継承された。（存続店舗においても旧支店長は、愛媛信用金庫において同支店長代理となった。）
理事・監事は田村常務理事（愛媛信用金庫において常務理事・総合企画部長委嘱となる）を除いて全員退任する。

## 沿革
- 1929年3月1日　有限責任三津浜信用購買販売利用組合として創設。
- 1943年3月31日　市街地信用組合法により三津浜信用組合と改称。
- 1950年4月1日　中小企業等協同組合法による三津浜信用組合に改組。
- 1951年10月20日　信用金庫法により三津浜信用金庫に改称する。
- 2006年10月16日　愛媛信用金庫と合併。2店舗廃止。